# جنيفيف أوريلي
جنيفيف أوريلي (بالإنجليزية: Genevieve O'Reilly)‏ هي ممثلة أسترالية، ولدت في 6 يناير 1977 بدبلن في جمهورية أيرلندا.

## أعمال

### أفلام
- (2003) الماتريكس 2[5][6][7]
- (2003) الماتريكس 3[8][9][10]
- (2005)  انتقام السيث
- (2009) فيكتوريا الصغيرة[11][12]
- (2015) سرفايفر
- (2016)  قصة من حرب النجوم[13]
- (2017) رجل الثلج[14]

### مسلسلات
- متمردو حرب النجوم

## وصلات خارجية
- جنيفيف أوريلي على موقع IMDb (الإنجليزية)
- جنيفيف أوريلي على موقع ألو سيني (الفرنسية)
- جنيفيف أوريلي على موقع أول موفي (الإنجليزية)
- جنيفيف أوريلي على موقع قاعدة بيانات الأفلام السويدية (السويدية)
- جنيفيف أوريلي على موقع قاعدة بيانات الفيلم (الإنجليزية)
- جنيفيف أوريلي على موقع كينوبويسك (الروسية)